# Synagoga w Łabiszynie
Synagoga w Łabiszynie – nieistniejąca synagoga znajdująca się w Łabiszynie przy ulicy 11 Stycznia.
Synagoga została zbudowana w pierwszej połowie XIX wieku. Po przyłączeniu w 1919 roku Łabiszyna do Polski, większość Żydów opuściła miasto. Od tego czasu w nabożeństwa w synagodze odbywały się jedynie podczas ważnych uroczystości oraz świąt religijnych. Podczas II wojny światowej, hitlerowcy zburzyli synagogę. Po zakończeniu wojny nie została odbudowana.
Po synagodze zachowało się jedynie 50 granitowych płyt, którymi wyłożona była posadzka głównej sali modlitewnej. 17 marca 2008 roku 10 płyt zostało przekazanych przez Urząd Miasta w Łabiszynie, Fundacji Ochrony Dziedzictwa Żydowskiego. Zostaną one wykorzystane do budowy lapidarium na nowym cmentarzu żydowskim, upamiętniającego społeczność żydowską miasta. Kilka dni później cztery płyty zostały ukradzione przez nieznanych sprawców. Pozostałe 40 płyt ma znaleźć swoje zastosowanie na łabiszyńskiej „Wyspie”.